# Seznam muzeí ve Středočeském kraji
Toto je seznam českých muzeí a muzejních institucí, které se nalézají na území Středočeského kraje.
Je součástí celkového seznamu českých muzeí v ostatních krajích České republiky.
| Název muzea                                                       | Místo                            | Region                 | Externí odkaz                                            | Kategorie | Klíčová slova                 | Poznámka |
| ----------------------------------------------------------------- | -------------------------------- | ---------------------- | -------------------------------------------------------- | --------- | ----------------------------- | --- |
| Astronomické muzeum Vojtěcha Šafaříka                             | Ondřejov                         | Říčany                 | Provozovatel                                             | Muzeum    | astronomie                    | |
| Automuzeum Praga                                                  | Zbuzany                          | Praha-západ            | Oficiální                                                | Muzeum    | automobil, Praga              | |
| Botanicus                                                         | Ostrá                            | Nymburk                | Oficiální                                                | Muzeum    | řemeslo                       | Centrum řemesel |
| Buštěhradské muzeum Oty Pavla                                     | Buštěhrad                        | Kladno                 | Provozovatel                                             | Muzeum    | Ota Pavel                     | |
| Cvokařské muzeum                                                  | Starý Rožmitál                   | Rožmitál pod Třemšínem | Oficiální                                                | Muzeum    | výroba cvoků                  | |
| České muzeum hudby Hořovice                                       | Hořovice                         | Beroun                 | Info                                                     | Muzeum    | hrací strojek                 | Hudba bez hudebníků – hrací strojky a hudební automaty ze sbírek Českého muzea hudby                                                                                     |
| České muzeum stříbra                                              | Kutná Hora                       | Kutná Hora             | Oficiální                                                | Muzeum    | stříbro, hornictví            | Hrádek, Kamenný dům, Tylův dům, Důl svatého Jiří |
| Důlní expozice Chrustenická šachta                                | Chrustenice                      | Beroun                 | Oficiální                                                | Muzeum    | hornictví                     | |
| Farní muzeum Kondrac                                              | Kondrac                          | Benešov                | Oficiální                                                | Muzeum    | národopis, svíčka, papír      | |
| Galerie a muzeum M. D. Rettigové                                  | Všeradice                        | Beroun                 | Oficiální                                                | Muzeum    | Magdalena Dobromila Rettigová | |
| Hamousův statek                                                   | Zbečno                           | Rakovník               | Oficiální                                                | Muzeum    | národopis                     | |
| Hornické muzeum Příbram                                           | Příbram                          | Příbram                | Oficiální Archivováno 13. 2. 2020 na Wayback Machine.    | Muzeum    | hornictví                     | Památník Vojna |
| Hornický skanzen Mayrau                                           | Vinařice                         | Kladno                 | Oficiální Archivováno 3. 2. 2020 na Wayback Machine.     | Muzeum    | hornictví, skanzen            | pobočka Sládečkova vlastivědného muzea v Kladně |
| Království panenek                                                | Zruč nad Sázavou                 | Zruč nad Sázavou       | Oficiální Archivováno 15. 2. 2020 na Wayback Machine.    | Muzeum    | panenka, stavebnice           | Zruč nad Sázavou (zámek) |
| Malé hasičské muzeum                                              | Drahňovice                       | Benešov                |                                                          | Muzeum    | hasič                         | vitrina na návsi |
| Malé máslovické muzeum másla                                      | Máslovice                        | Kralupy nad Vltavou    | Oficiální                                                | Muzeum    | máslo                         | |
| Melicharovo vlastivědné muzeum                                    | Unhošť                           | Kladno                 | Oficiální                                                | Muzeum    |                               | |
| Městské muzeum Mšeno                                              | Mšeno                            | Mělník                 | Provozovatel                                             | Muzeum    |                               | pobočka Regionálního muzea v Mělníku |
| Městské muzeum Netvořice                                          | Netvořice                        | Týnec nad Sázavou      | Provozovatel                                             | Muzeum    | kamenina                      | |
| Městské muzeum Sedlčany                                           | Sedlčany                         | Sedlčany               | Oficiální Archivováno 31. 7. 2014 na Wayback Machine.    | Muzeum    |                               | |
| Městské muzeum Týnec nad Sázavou                                  | Týnec nad Sázavou                | Benešov                | Provozovatel Archivováno 15. 2. 2020 na Wayback Machine. | Muzeum    | kamenina                      | Týnec nad Sázavou (hrad) |
| Městské muzeum v Čáslavi                                          | Čáslav                           | Čáslav                 | Oficiální                                                | Muzeum    |                               | |
| Městské muzeum v Čelákovicích                                     | Čelákovice                       | Brandýs nad Labem      | Oficiální                                                | Muzeum    |                               | |
| Městské muzeum v Kralupech nad Vltavou                            | Kralupy nad Vltavou              | Kralupy nad Vltavou    | Oficiální                                                | Muzeum    |                               | |
| Městské muzeum v Sadské                                           | Sadská                           | Poděbrady              |                                                          | Muzeum    |                               | pobočka Polabského muzea v Poděbradech |
| Městské muzeum v Žebráku                                          | Žebrák                           | Beroun                 | Oficiální                                                | Muzeum    |                               | pobočka Muzea českého krasu v Berouně |
| Městské muzeum Velvary                                            | Velvary                          | Kralupy nad Vltavou    | Provozovatel                                             | Muzeum    |                               | |
| Místní muzeum Nučice                                              | Nučice                           | Praha-západ            | Provozovatel Archivováno 15. 2. 2020 na Wayback Machine. | Muzeum    | hornictví                     | |
| Místní muzeum Žiželice                                            | Žiželice                         | Chlumec nad Cidlinou   | Provozovatel                                             | Muzeum    |                               | |
| Motocyklové a technické muzeum Netvořice                          | Netvořice                        | Týnec nad Sázavou      | Oficiální                                                | Muzeum    | motocykl                      | |
| Muzeum Bedřicha Smetany                                           | Jabkenice                        | Mladá Boleslav         | Oficiální                                                | Muzeum    | Bedřich Smetana               | pobočka Muzea Bedřicha Smetany v Praze |
| Muzeum automobilových veteránů                                    | Chotusice                        | Čáslav                 | Oficiální                                                | Muzeum    | automobil, motocykl           | |
| Muzeum Bakovska                                                   | Bakov nad Jizerou                | Mladá Boleslav         | Provozovatel                                             | Muzeum    | loutka                        | |
| Muzeum Bedřicha Hrozného                                          | Lysá nad Labem                   | Poděbrady              | Oficiální                                                | Muzeum    |                               | pobočka Polabského muzea v Poděbradech |
| Muzeum Benátecka                                                  | Benátky nad Jizerou              | Mladá Boleslav         | Oficiální                                                | Muzeum    |                               | |
| Muzeum betlémů                                                    | Karlštejn                        | Beroun                 | Oficiální                                                | Muzeum    | betlém                        | |
| Muzeum Bohutínska                                                 | Bohutín                          | Příbram                | Provozovatel                                             | Muzeum    | hornictví                     | důl Řimbaba |
| Muzeum cukrovarnictví, lihovarnictví, řepařství a města Dobrovice | Dobrovice                        | Mladá Boleslav         | Oficiální                                                | Muzeum    |                               | |
| Muzeum Červený Újezd                                              | Červený Újezd                    | Praha-západ            |                                                          | Muzeum    |                               | |
| Muzeum Českého krasu                                              | Beroun                           | Beroun                 | Oficiální                                                | Muzeum    |                               | |
| Muzeum českého venkova (Kačina)                                   | Kačina                           | Kutná Hora             | Oficiální                                                | Muzeum    |                               | pobočka Národního zemědělského muzea |
| Muzeum filmových kočárů, povozů a sedel                           | Vysoká Lhota                     | Benešov                |                                                          | Muzeum    |                               | |
| Muzeum Hořovicka                                                  | Hořovice                         | Beroun                 | Oficiální                                                | Muzeum    |                               | pobočka Muzea českého krasu v Berouně |
| Muzeum hraček                                                     | Benátky nad Jizerou              | Mladá Boleslav         | Oficiální                                                | Muzeum    | hračka                        | |
| Muzeum hrnčířství                                                 | Kostelec nad Černými lesy        | Kouřim                 | Provozovatel                                             | Muzeum    | hrnčířství                    | |
| Muzeum III. odboje                                                | Příbram                          | Příbram                |                                                          | Muzeum    |                               | |
| Muzeum Jawa Konopiště                                             | Konopiště                        | Benešov                |                                                          | Muzeum    | Jawa                          | |
| Muzeum kamen                                                      | Ostrá                            | Nymburk                | Oficiální Archivováno 28. 2. 2020 na Wayback Machine.    | Muzeum    | kamna                         | |
| Muzeum klasického knihařství                                      | Rožďalovice                      | Nymburk                |                                                          | Muzeum    | knihařství                    | |
| Muzeum Kouřimska                                                  | Kouřim                           | Kouřim                 | Oficiální                                                | Muzeum    |                               | součást Regionálního muzea v Kolíně |
| Muzeum Ledce                                                      | Ledce                            | Slaný                  | Oficiální                                                | Muzeum    | Asie                          | |
| Muzeum lidových staveb v Kouřimi                                  | Kouřim                           | Kouřim                 | Oficiální                                                | Muzeum    | skanzen                       | součást Regionálního muzea v Kolíně |
| Muzeum Louňovice pod Blaníkem                                     | Louňovice pod Blaníkem           | Benešov                | Provozovatel Archivováno 27. 2. 2023 na Wayback Machine. | Muzeum    |                               | Expozice Národního muzea v Praze je věnována nejstarším dějinám Louňovic pod Blaníkem                                                                                    |
| Muzeum města Mnichova Hradiště                                    | Mnichovo Hradiště                | Mladá Boleslav         | Oficiální                                                | Muzeum    |                               | |
| Muzeum Milovicka                                                  | Milovice                         | Brandýs nad Labem      | Provozovatel Archivováno 21. 7. 2020 na Wayback Machine. | Muzeum    |                               | |
| Muzeum Mladoboleslavska                                           | Mladá Boleslav                   | Mladá Boleslav         | Oficiální                                                | Muzeum    |                               | |
| Muzeum MOTO & VELO                                                | Přerov nad Labem                 | Nymburk                | Oficiální                                                | Muzeum    | motocykl, bicykl              | |
| Muzeum Nové Strašecí                                              | Nové Strašecí                    | Rakovník               | Oficiální                                                | Muzeum    |                               | pobočka Muzea T.G.M. v Rakovníku |
| Muzeum Podbezdězí                                                 | Bělá pod Bezdězem                | Mladá Boleslav         | Oficiální                                                | Muzeum    |                               | pobočka Muzea Mladoboleslavska |
| Muzeum Podblanicka                                                | Vlašim                           | Benešov                | Oficiální                                                | Muzeum    |                               | Růžkovy Lhotice (zámek) (expozice Kraj tónů. Podblanicko v dějinách hudby)Vlašim (zámek) (expozice Auerspergové, Historie zámku a parku,Tajemství sklepení, zámecká věž) |
| Muzeum rodu Pernerů a Týnce nad Labem                             | Týnec nad Labem                  | Kolín                  | Info                                                     | Muzeum    |                               | |
| Muzeum Říčany                                                     | Říčany                           | Říčany                 | Oficiální                                                | Muzeum    |                               | |
| Muzeum smaltu                                                     | Netvořice                        | Týnec nad Sázavou      | Provozovatel                                             | Muzeum    | smalt                         | |
| Muzeum sportovních vozidel                                        | Lány                             | Kladno                 | Oficiální                                                | Muzeum    | automobil                     | |
| Muzeum středního Posázaví                                         | Rataje nad Sázavou               | Kutná Hora             | Provozovatel Archivováno 21. 7. 2020 na Wayback Machine. | Muzeum    |                               | |
| Muzeum Svatopluka Čecha a Jarmily Novotné                         | Liteň                            | Beroun                 |                                                          | Muzeum    |                               | |
| Muzeum Špýchar                                                    | Prostřední Lhota (Chotilsko)     | Dobříš                 | Oficiální Archivováno 16. 1. 2020 na Wayback Machine.    | Muzeum    |                               | pobočka Hornického muzea Příbram |
| Muzeum technických hraček                                         | Velvary                          | Kralupy nad Vltavou    | Oficiální                                                | Muzeum    | hračka                        | |
| Muzeum Tetín                                                      | Tetín                            | Beroun                 | Provozovatel Archivováno 21. 6. 2019 na Wayback Machine. | Muzeum    |                               | |
| Muzeum T. G. M.                                                   | Rakovník                         | Rakovník               | Oficiální                                                | Muzeum    |                               | |
| Muzeum T. G. Masaryka v Lánech                                    | Lány                             | Kladno                 | Oficiální                                                | Muzeum    |                               | pobočka Muzea T.G.M. v Rakovníku |
| Muzeum tabáku                                                     | Kutná Hora                       | Kutná Hora             | Info                                                     | Muzeum    | tabák                         | |
| Muzeum těžby a dopravy vápence v Českém krase                     | Svatý Jan pod Skalou             | Beroun                 |                                                          | Muzeum    | hornictví                     | |
| Muzeum umění a designu                                            | Benešov                          | Benešov                | Oficiální                                                | Muzeum    |                               | |
| Muzeum včelařství                                                 | Koleč                            | Kralupy nad Vltavou    |                                                          | Muzeum    | včelařství                    | |
| Muzeum včelařství Podblanicka                                     | Louňovice pod Blaníkem           | Benešov                | Provozovatel                                             | Muzeum    | včelařství                    | |
| Muzeum venkova v Kamberku                                         | Kamberk                          | Benešov                |                                                          | Muzeum    |                               | |
| Muzeum věžáků Kladno                                              | Kladno                           | Kladno                 | Oficiální                                                | Muzeum    |                               | |
| Muzeum voskových figurín                                          | Karlštejn                        | Beroun                 | Oficiální Archivováno 21. 7. 2020 na Wayback Machine.    | Muzeum    |                               | |
| Muzeum zemědělské techniky                                        | Čáslav                           | Čáslav                 | Oficiální                                                | Muzeum    |                               | pobočka Národního zemědělského muzea |
| Muzeum zlata                                                      | Nový Knín                        | Dobříš                 | Oficiální Archivováno 21. 7. 2020 na Wayback Machine.    | Muzeum    | zlato                         | pobočka Hornického muzea Příbram |
| Národní muzeum pivovarnictví                                      | Kostelec nad Černými lesy        | Kouřim                 |                                                          | Muzeum    | pivo                          | |
| Národopisné muzeum Slánska v Třebízi                              | Třebíz                           | Slaný                  |                                                          | Muzeum    |                               | |
| Oblastní muzeum Praha-východ                                      | Brandýs nad Labem-Stará Boleslav | Brandýs nad Labem      | Oficiální                                                | Muzeum    |                               | |
| Památník Antonína Dvořáka ve Vysoké u Příbrami                    | Vysoká u Příbramě                | Příbram                |                                                          | Muzeum    | Antonín Dvořák                | |
| Památník Antonína Dvořáka ve Zlonicích                            | Zlonice                          | Slaný                  |                                                          | Muzeum    | Antonín Dvořák                | |
| Památník Bedřicha Smetany                                         | Semilkovice                      | Mělník                 | Provozovatel                                             | Muzeum    | Bedřich Smetana               | |
| Památník Joachima Barranda                                        | Skryje                           | Rakovník               | Oficiální                                                | Muzeum    |                               | pobočka Muzea T.G.M. v Rakovníku |
| Památník Josefa Jungmanna                                         | Hudlice                          | Beroun                 | Oficiální                                                | Muzeum    | Josef Jungmann                | |
| Památník Josefa Lady                                              | Hrusice                          | Říčany                 | Oficiální                                                | Muzeum    | Josef Lada                    | pobočka Oblastního muzea Praha-Východ v Brandýse nad Labem |
| Památník Josefa Suka                                              | Křečovice                        | Benešov                | Oficiální                                                | Muzeum    | Josef Suk                     | pobočka Národního muzea |
| Památník Karla Čapka                                              | Stará Huť                        | Dobříš                 |                                                          | Muzeum    | Karel Čapek                   | |
| Památník krále Jiřího z Poděbrad                                  | Poděbrady                        | Poděbrady              | Oficiální                                                | Muzeum    | Jiří z Poděbrad               | pobočka Polabského muzea v Poděbradech |
| Památník Lidice                                                   | Lidice                           | Kladno                 | Oficiální                                                | Muzeum    |                               | |
| Památník Svatopluka Čecha                                         | Obříství                         | Mělník                 | Provozovatel                                             | Muzeum    | Svatopluk Čech                | |
| Pamětní síň Alice Garrigue Masarykové a Českého červeného kříže   | Lány                             | Kladno                 |                                                          | Muzeum    | Alice Masaryková              | |
| Pamětní síň Jaroslava Fraňka                                      | Nezabudice                       | Rakovník               | Oficiální                                                | Muzeum    |                               | pobočka Muzea T.G.M. v Rakovníku |
| Pamětní síň J. L. Zvonaře                                         | Kublov                           | Beroun                 | Provozovatel Archivováno 20. 2. 2020 na Wayback Machine. | Muzeum    | Josef Leopold Zvonař          | |
| Pamětní síň Oty Pavla                                             | Branov                           | Rakovník               | Oficiální                                                | Muzeum    | Ota Pavel                     | |
| Podbrdské muzeum                                                  | Rožmitál pod Třemšínem           | Příbram                | Oficiální                                                | Muzeum    |                               | |
| Podlipanské muzeum                                                | Český Brod                       | Kouřim                 |                                                          | Muzeum    |                               | |
| Polabské muzeum                                                   | Poděbrady                        | Poděbrady              | Oficiální                                                | Muzeum    |                               | |
| Polabské národopisné muzeum                                       | Přerov nad Labem                 | Nymburk                | Oficiální                                                | Muzeum    | skanzen                       | pobočka Polabského muzea v Poděbradech |
| Pravěký skanzen Altamira                                          | Kosmonosy                        | Mladá Boleslav         | Info                                                     | Muzeum    | skanzen                       | |
| Pyšelské muzeum                                                   | Pyšely                           | Benešov                |                                                          | Muzeum    |                               | |
| Regionální muzeum Mělník                                          | Mělník                           | Mělník                 | Oficiální                                                | Muzeum    |                               | |
| Regionální muzeum v Jílovém u Prahy                               | Jílové u Prahy                   | Jílové u Prahy         | Oficiální                                                | Muzeum    |                               | Štola svatého Josefa, Štola Halíře, Štola sv. Antonína Paduánského (Jílové u Prahy)                                                                                      |
| Regionální muzeum v Kolíně                                        | Kolín                            | Kolín                  | Oficiální                                                | Muzeum    |                               | |
| Regionální muzeum ve Zruči nad Sázavou                            | Zruč nad Sázavou                 | Zruč nad Sázavou       | Oficiální                                                | Muzeum    |                               | Zruč nad Sázavou (zámek) |
| Retro Auto Muzeum                                                 | Strnadice                        | Benešov                | Oficiální                                                | Muzeum    | automobil                     | muzeum zaměřené na vozy ze zemí někdejšího východního bloku |
| Rodná světnička Svatopluka Čecha                                  | Ostředek                         | Benešov                | Info                                                     | Muzeum    | Svatopluk Čech                | |
| Rodný dům Antonína Dvořáka                                        | Nelahozeves                      | Kralupy nad Vltavou    | Info                                                     | Muzeum    | Antonín Dvořák                | |
| Rotunda sv. Petra a Pavla v Budči                                 | Budeč                            | Kladno                 | Oficiální                                                | Muzeum    |                               | pobočka Sládečkova vlastivědného muzea na Kladně |
| Skalní obydlí                                                     | Lhotka                           | Mělník                 | Oficiální                                                | Muzeum    |                               | pobočka Regionálního muzea Mělník |
| Skanzen Vysoký Chlumec                                            | Vysoký Chlumec                   | Sedlčany               | Oficiální Archivováno 31. 8. 2019 na Wayback Machine.    | Muzeum    | skanzen                       | pobočka Hornického muzea Příbram |
| Sládečkovo vlastivědné muzeum v Kladně                            | Kladno                           | Kladno                 | Oficiální                                                | Muzeum    |                               | |
| Svatohorské poutní muzeum                                         | Příbram                          | Příbram                | Oficiální                                                | Muzeum    |                               | |
| Škoda Muzeum                                                      | Mladá Boleslav                   | Mladá Boleslav         |                                                          | Muzeum    | Škoda                         | |
| Vlastivědné muzeum Jesenice                                       | Jesenice                         | Rakovník               | Oficiální                                                | Muzeum    |                               | pobočka Muzea T.G.M. v Rakovníku |
| Vlastivědné muzeum Nymburk                                        | Nymburk                          | Nymburk                | Oficiální                                                | Muzeum    |                               | pobočka Polabského muzea v Poděbradech |
| Vlastivědné muzeum ve Slaném                                      | Slaný                            | Slaný                  | Oficiální                                                | Muzeum    |                               | Velvarská brána |
| Vlašský dvůr                                                      | Kutná Hora                       | Kutná Hora             | Oficiální Archivováno 21. 7. 2020 na Wayback Machine.    | Muzeum    |                               | |
| Vodácké muzeum                                                    | Zruč nad Sázavou                 | Zruč nad Sázavou       | Provozovatel                                             | Muzeum    |                               | Zruč nad Sázavou (zámek) |
| Vojenské technické muzeum Lešany                                  | Lešany                           | Benešov                | Oficiální                                                | Muzeum    |                               | |
| Vojenský skanzen Smečno                                           | Smečno                           | Kladno                 | Oficiální                                                | Muzeum    | skanzen                       | |
| zámek Vrchotovy Janovice                                          | Vrchotovy Janovice               | Benešov                | Oficiální                                                | Muzeum    |                               | pobočka Národního muzea |
| Železářské a slévárenské muzeum                                   | Komárov                          | Beroun                 | Provozovatel                                             | Muzeum    |                               | |
| Železniční muzeum ČD                                              | Lužná                            | Rakovník               |                                                          | Muzeum    | železnice                     | |
| Železniční muzeum Zlonice                                         | Zlonice                          | Slaný                  |                                                          | Muzeum    | železnice                     | |